# Brixton Deverill
Pour les articles homonymes, voir Deverill.
Brixton Deverill est une paroisse civile et un village du Wiltshire, en Angleterre.